# Part song
La part song (a veces en español partsong) es un término inglés sin equivalente exacto en español que se refiere a una forma de música coral secular a dos o más voces a capela. Por lo general se trata de música homofónica en la que la primera voz lleva la melodía y las otras acompañan armónicamente. Los arreglos son habitualmente para coro SATB o para conjuntos femeninos o masculinos.
Particularmente se refiere a una forma de canción inglesa del siglo XVI compuesta para voces solistas, con melodías y textos originados en temas tradicionales folclóricos, como las compuestas por John Dowland o William Byrd, pero el término se ha utilizado con un sentido amplio y acepciones diversas.

## SiglosXIXyXX
En el siglo XIX la forma se utilizó en Suiza y Alemania, donde compositores como Franz Schubert, Robert Schumann, Felix Mendelssohn, Johannes Brahms y Carl Maria von Weber contribuyeron con obras corales. La tradición continuó en el siglo XX con obras de Paul Hindemith y Arnold Schonberg, pero dirigidas en este caso a una audiencia más elitista. 
Es conveniente resaltar que la clasificación dentro de la forma Part song tiene sentido proviniendo de la cultura musical inglesa: en los países hispanohablantes es más frecuente referirse a Lied, forma musical emparentada propia de la cultura germánica, lo que refleja la amplitud e inexactitud en el uso del término.
La part song gozó de popularidad en el Reino Unido en los siglos XIX y XX con el crecimiento de las sociedades corales. Ejemplos típicos del repertorio son composiciones de Ralph Vaughan Williams, Gustav Holst, Edward Elgar, Benjamin Britten, Arnold Bax y Peter Warlock.

## Ejemplos
- Lay a garland - Pearsall
- Three Shakespeare Songs - letra de William Shakespeare, musicalizado por Vaughan Williams
- Greensleeves - tradicional inglés, arr. Vaughan Williams

### Partituras en Choral wiki
- Abendlied (Felix Mendelssohn)
- Gaudeamus igitur  (anónimo)
- Abenständchen Op 42 N.º 1 (Johannes Brahms)
- Abschied von Walde (Felix Mendelsohn)